# Museum Silifke

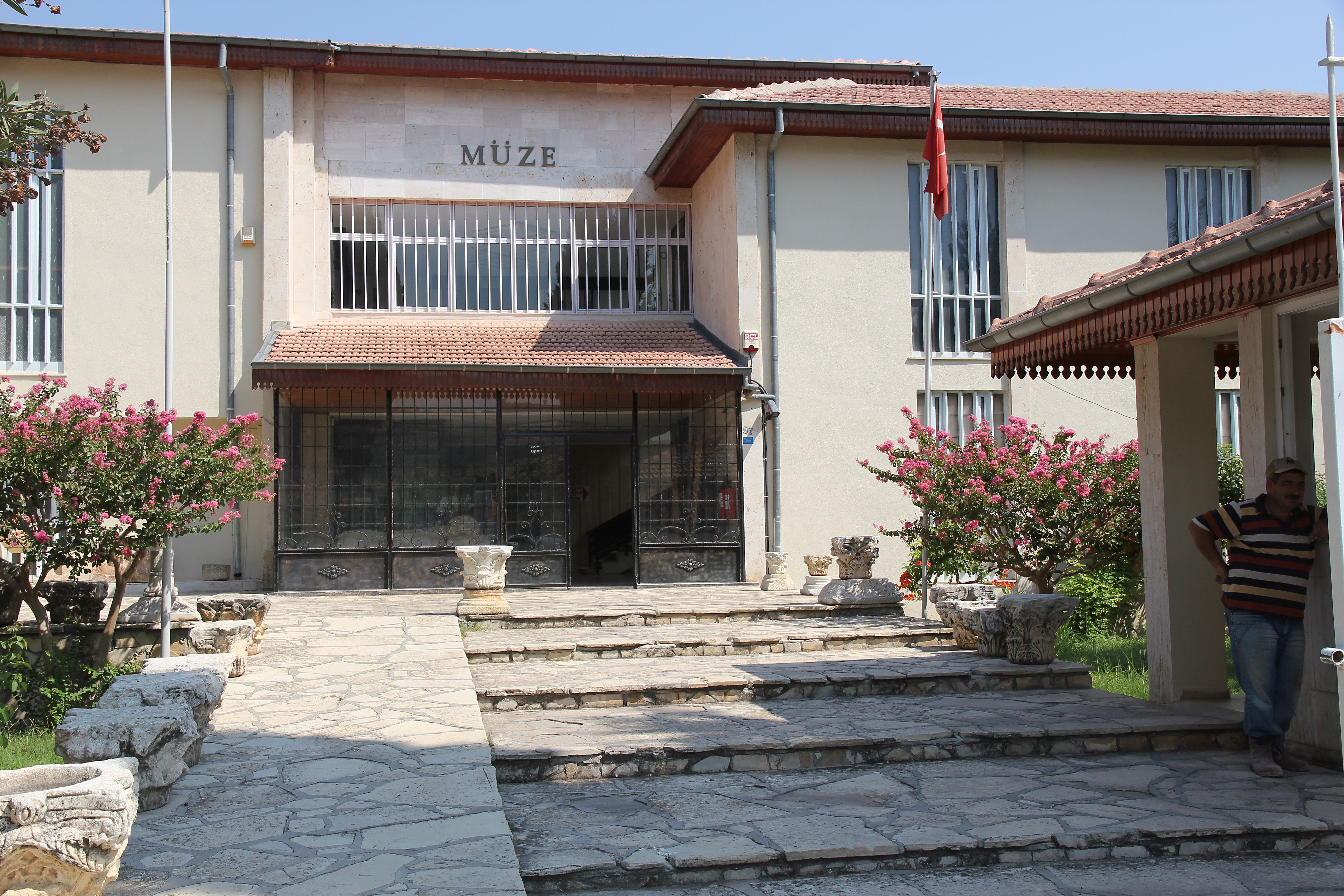
Eingang des Museums

Das Museum Silifke (türkischer Name: Silifke Müzesi) ist ein Museum in der südtürkischen Stadt Silifke in der Provinz Mersin im antiken Kilikien.

## Geschichte
Seit Ende der 1940er-Jahre wurden in Silifke in der Cumhuriyet-Grundschule archäologische Funde aus der Umgebung von Silifke, dem antiken Seleukia am Kalykadnos, gesammelt. Ab 1958 wurden Räume der Schule als Museum genutzt. In den 1970er-Jahren wurde der Bau eines eigenen Museumsgebäudes am Stadtrand an der Taşucu Caddesi, der nach Antalya führenden Ausfallstraße D-400, östlich des Zentrums, begonnen, am 2. August 1973 konnte der Bau eröffnet werden.

## Sammlung

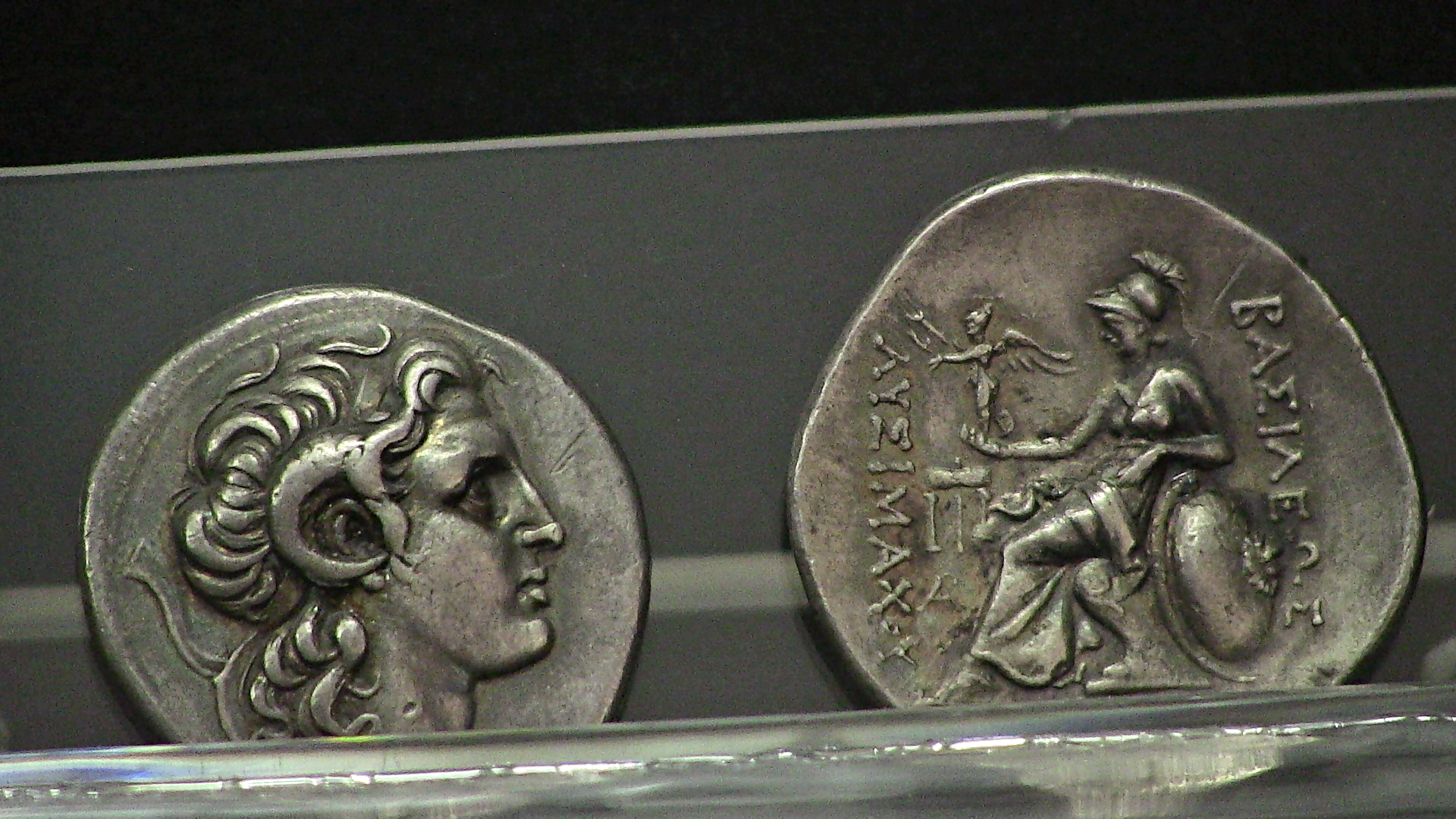
Münzen des Lysimachos

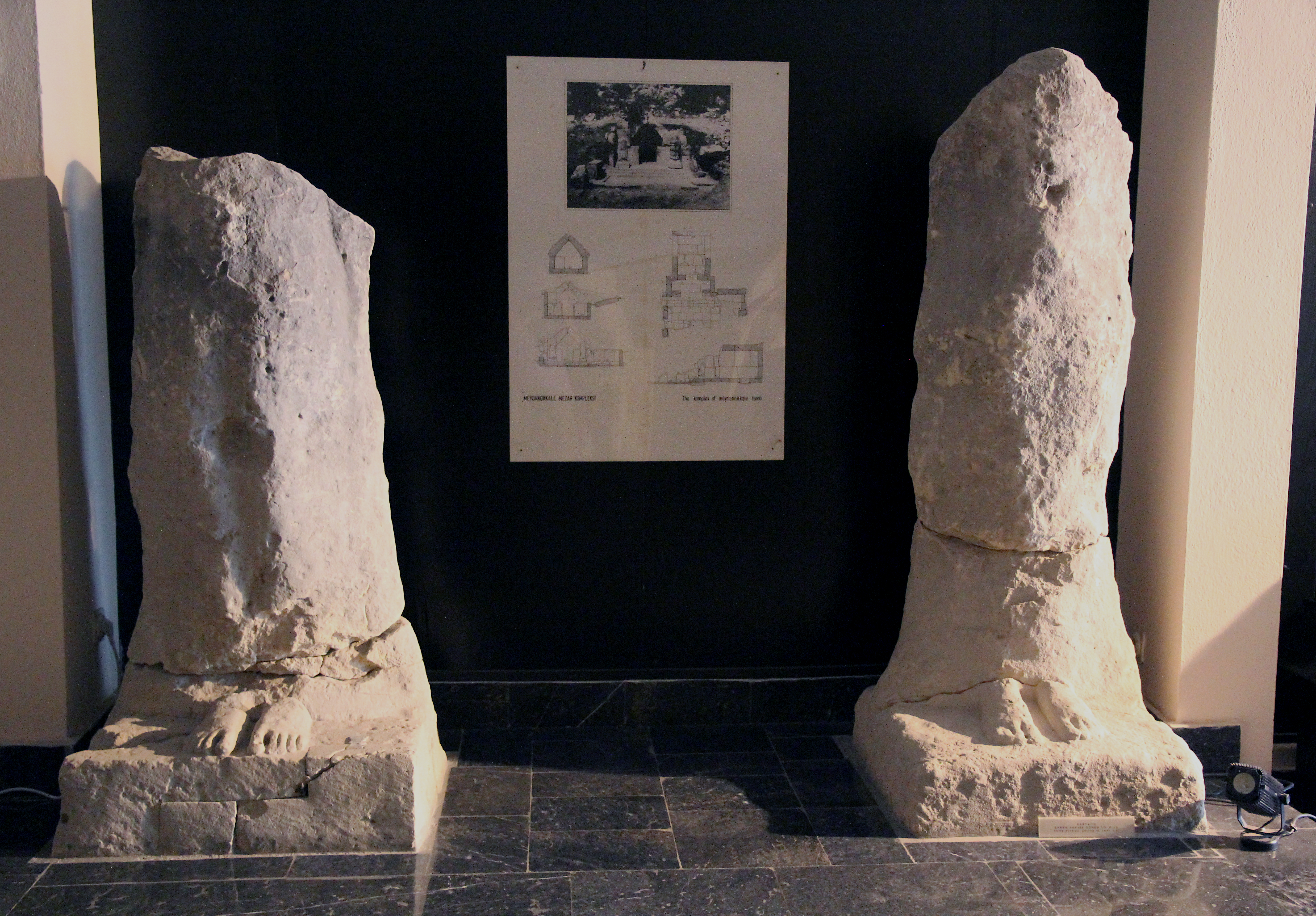
Karyatiden aus Meydancıkkale (Kiršu)

Das Museum beherbergt in zwei Stockwerken zwei Räume mit archäologischen Funden, einen Raum im Obergeschoss für Schmuck und Münzen sowie im Erdgeschoss eine ethnologische Abteilung. Der untere archäologische Raum enthält vor allem Werke aus Stein, Statuen, Stelen, einen Sarkophag und Reliefs, während der obere den Artefakten aus Keramik und Glas vorbehalten ist. Die Grabungsfunde reichen von der Jungsteinzeit bis zum Osmanischen Reich und stammen aus der näheren Umgebung Silifkes. Zu den Fundorten gehören Olba und Diokaisareia (Uzuncaburç), die Korykischen Grotten (Cennet ve Cehennem), Cambazlı, Aphrodisias in Kilikien (Yeşilovacık), Kelenderis (Aydıncık), Korasion (Atakent), Korykos (Kızkalesi), Meydancıkkale und Seleukia (Silifke) selbst. Aus Meydancıkkale stammen die Reste zweier Karyatiden, die zu einem Mausoleum aus dem 6. Jahrhundert gehören, das am Fuß des dortigen Burgbergs gefunden wurde. Am Hang dieses Berges kam 1980 ein Hort aus hellenistischer Zeit mit über 5000 Silbermünzen zu Tage, der hier zu sehen ist. Darunter sind Münzen Alexanders des Großen und aus der Zeit der Diadochen Seleukos Nikator, Lysimachos, Demetrios und Antigones Gonatas. Beim kilikischen Aphrodisias, nahe dem heutigen Ort Yeşilovacık im Landkreis Silifke, führte das Museum ab 2002 wegen der Erweiterung der Fernstraße nach Anamur unter İlhame Öztürk Notgrabungen an einer Gruppe von Felsgräbern durch. Dabei wurden Grabbeigaben aus Stein, Glas und vor allem Keramik ergraben. In den 1990er-Jahren war das Museum an Ausgrabungen auf dem Siedlungshügel Kilise Tepe nahe der Straße nach Mut beteiligt.
Im großen Museumsgarten finden sich Architekturfragmente, darunter Säulenkapitelle und -trommeln, Stelen, Friesteile und Inschriftenblöcke, aus römischer bis islamischer Zeit sowie Sarkophage und Pithoi.